# آنا زايدل
آنا زايدل (بالألمانية: Anna Seidel) هي متزلجة ألمانية، ولدت في 31 مارس 1998 في درسدن في ألمانيا.

## وصلات خارجية
- الموقع الرسمي
- آنا سيدل على موقع SpeedSkatingNews.info (الإنجليزية)
- آنا سيدل على موقع ShortTrackOnLine.info (الإنجليزية)
- آنا سيدل على موقع اللجنة الأولمبية الدولية (الإنجليزية)
- آنا سيدل على موقع أوليمبيديا (الإنجليزية)
- آنا سيدل على موقع اللجنة الأولمبية الألمانية (الألمانية)